# Église Saint-Nicolas d'Hampigny
L'église Saint-Nicolas est une église catholique située à Hampigny, en France.

## Localisation
L'église est située dans le département français de l'Aube, sur la commune d'Hampigny.

## Historique
L'édifice est classé au titre des monuments historiques en 1995.

## Architecture

### Autel
Autel retable, tabernacle, réalisé vers 1855 par le sculpteur troyen François Joseph Valtat. Il réalise cet ensemble en bois sculpté représentation des quatre Évangélistes et du Christ au sommet. Les dimensions de l'ensemble sont de 414 cm de hauteur sur une largeur de 256 cm et une profondeur de 106 cm.